# Coupe du Maghreb des vainqueurs de coupe 1969-1970
Navigation
Édition suivante
La Coupe du Maghreb des vainqueurs de coupe 1969-1970 est la première édition de la Coupe du Maghreb des vainqueurs de coupe, qui se déroule en 1969, à Casablanca.
La compétition est réservée aux vainqueurs de coupes nationales du Maroc, de Tunisie, et d'Algérie, tandis que la Libye n'envoie qu'un simple représentant puisque la Coupe de Libye n'existe pas encore. La compétition se joue sous forme de matchs à élimination directe, mettant aux prises quatre clubs, qui s'affrontent à Casablanca. 
C'est le club marocain de la Renaissance Sportive de Settat qui remporte la compétition en battant en finale le club algérien de l'USM Alger, sur le score de 1 but à 0.

## Équipes participantes
- Union Sportive Musulmane d'Alger  - Vainqueur de la Coupe d'Algérie 1969
- Renaissance Sportive de Settat  - Vainqueur de la Coupe du Maroc 1969
- Club africain  - Vainqueur de la Coupe de Tunisie 1969
- Al Hilal Benghazi  - Représentant de Libye

## Compétition

### Demi-finales
| Date        | Équipe 1  | Résultat | Équipe 2          |
| ----------- | --------- | -------- | ----------------- |
| 20 décembre | USM Alger | 2 - 1    | Al Hilal Benghazi |
| 20 décembre | RS Settat | 2 - 1    | Club africain     |

Les matchs ont eu lieu le 20 décembre 1969. Les buts ont été marqués par Lakhdar Guitoun (  30e), Maji (  34e) pour l'USMA et Abdeljalil Hachani (  32e) pour Al Hilal pour le 1er match arbitré par le tunisien Moncef Ben Ali. Pour le match RSS - CA, l'arbitre Libyen Badreddine a failli compromettre le match en refusant  un second but pour l'équipe tunisienne. Il a fallu la maîtrise et le sang-froid du président du Club africain, Fathi Zouhir pour que le match reprenne. Il se termine sur les buts de Maati Khezzar (  37e) et Ahmed Alaoui (  57e) d'un côté et Moncef Khouini (  82e) de l'autre.

### Match pour la3eplace
| Date        | Équipe 1      | Résultat         | Équipe 2          |
| ----------- | ------------- | ---------------- | ----------------- |
| 21 décembre | Club africain | 1 - 1 4-4 t.a.b. | Al Hilal Benghazi |

Match disputé le 21 décembre 1969 et dirigé par l'arbitre algérien Aouissi; Al Hilal a marqué par Abdelkader Khatiti (  15e) et Moncef Khouini a égalisé (  84e). Les deux équipes ont réussi 4 tirs sur 5, mais Al Hilal n'a pas accepté la non-validation de son dernier tir et a refusé de jouer une seconde série de tirs et a perdu par abandon.

### Finale
| Date        | Équipe 1  | Résultat | Équipe 2  |
| ----------- | --------- | -------- | --------- |
| 21 décembre | RS Settat | 1 - 0    | USM Alger |

But de Maati Khezzar (  88e). Match arbitré par le tunisien Abderrazak Bessaoudia.

## Vainqueur
| Coupe du Maghreb des vainqueurs de coupe Vainqueur 1970 |
| ------------------------------------------------------- |
| Renaissance Sportive de Settat Premier titre            |

## Meilleurs buteurs
| Rang | Joueur             | Club              | Buts |
| ---- | ------------------ | ----------------- | ---- |
| 1    | Maati Khezzar      | RS Settat         | 2    |
| -    | Moncef Khouini     | Club africain     | 2    |
| 3    | Ahmed Alaoui       | RS Settat         | 1    |
| -    | Lakhdar Guitoun    | USM Alger         | 1    |
| -    | Maji               | USM Alger         | 1    |
| -    | Abdelkader Khatiti | Al Hilal Benghazi | 1    |
| -    | Abdeljalil Hachani | Al Hilal Benghazi | 1    |

## Sources
- Rsssf.com